# Lasithi (regionální jednotka)
Regionální jednotka Lasithi je jedna ze čtyř regionálních jednotek nacházejících se na řeckém ostrově Kréta. Pokrývá východní část ostrova a má rozlohu 1 823 km². V roce 2011 v Lasithi žilo 75 381 obyvatel. Hlavním městem je Ágios Nikólaos. V historii zde byla antická města Itanos a Oulos, dále pak mínojský palác Kató Zakros a jiné mínojské osídlení jako například Fournou Korifi, Myrtos Pyrgos nebo Gournia.

## Administrativní dělení
Regionální jednotka Lasithi se od 1. ledna 2011 člení na 4 obce:

Administrativní dělení

| číslo na mapce | Obec               | řecky                    | rozloha (km²) | počet obyvatel | hustota zalidnění | sídlo obce     |
| -------------- | ------------------ | ------------------------ | ------------- | -------------- | ----------------- | -------------- |
| 1              | Ágios Nikólaos     | Δήμος Αγίου Νικολάου     | 511,99        | 27 074         | 52,88             | Ágios Nikólaos |
| 2              | Ierapetra          | Δήμος Ιεράπετρας         | 551,04        | 28 270         | 51,30             | Ierapetra      |
| 3              | Oropedio Lasithiou | Δήμος Οροπεδίου Λασιθίου | 129,98        | 2 387          | 18,36             | Tzermiado      |
| 4              | Sitia              | Δήμος Σητείας            | 633,22        | 18 318         | 28,93             | Sitia          |